# جيم بيج (مغن مؤلف)
جيم بيج (بالإنجليزية: Jim Page)‏ هو مغن مؤلف أمريكي، ولد في 1949.

## وصلات خارجية
- الموقع الرسمي
- جيم بيج على موقع ميوزك برينز (الإنجليزية)
- جيم بيج على موقع ديسكوغز (الإنجليزية)